# انکارانو
انکارانو (به ایتالیایی: Ancarano) یک سکونتگاه مسکونی در ایتالیا است که در استان تیرامو واقع شده‌است.

## خصوصیات
انکارانو ۱۴ کیلومترمربع مساحت و ۱٬۸۹۷ نفر جمعیت دارد و ۲۹۴ متر بالاتر از سطح دریا واقع شده‌است.